# Ivana Dobrakovová
Ivana Dobrakovová (ur. 17 kwietnia 1982 w Bratysławie) – słowacka pisarka i tłumaczka.       

## Biografia
Ivana Dobrakovová urodziła się w Bratysławie. W latach 1996–2000 uczyła się w szkole średniej. W latach 1996–2000 studiowała translatorykę z języka angielskiego i francuskiego na Uniwersytecie Komeńskiego. Pracuje jako niezależny tłumacz z języka francuskiego i włoskiego. Do jej tłumaczeń należą m.in.: Sneh Maxence Fermine'a, Vymazaný muž Françoisa Soulage’a i Ruský román Emmanuela Carrère’a. Przetłumaczył również książki takich autorów jak: Elena Ferrante, Valeria Parrella, Simona Vinci, Silvia Avallone, Antoine Laurain, Marie NDiaye, Simone de Beauvoir. 
Jako pisarka zadebiutowała w 2009 r. zbiorem opowiadań Prvá smrt v rodine (Pierwsza śmierć w rodzinie), Książka znalazła się w finale konkursu Anasoft Litera i zdobyła prestiżową nagrodę im. Jana Johanidesa. Publikowała opowiadania w gazetach, czasopismach i antologiach na Słowacji i za granicą. Jej książki zostały przetłumaczone m.in.: na język polski, czeski, bułgarski, węgierski, angielski, hiszpański, arabski, włoski, serbski i macedoński.  Od 2005 r. mieszka w Turynie we Włoszech. W 2008 r. została laureatką konkursu literackiego na opowiadanie Poviedka 2008 za Žit s Petrom (Żyć z Piotrem), które zostało opublikowane w Polsce w czasopiśmie „Tekstualia“ nr 4(19),2009. W 2013 r. wydała zbiór opowiadań Toxo. W 2018 r. wydała książkę Matky a kamionisti za którą otrzymała w 2019 r. Nagrodę Literacką Unii Europejskiej. 

## Tłumaczenia
- 2006: Sneh Maxence Fermine
- 2007: L´homme effacé / Vymazaný muž François Soulages
- 2008: Ruský román Emmanuel Carrère
- 2010: Iné životy ako môj Emmanuel Carrère
- 2010: Sex na mieste činu Raphaël Majan
- 2014: Mitterrandov klobúk Antoine Laurain
- 2015: Geniálna priateľka Elena Ferrante
- 2016: Príbeh nového priezviska Elena Ferrante
- 2017: Tí, čo odchádzajú – tí, čo zostávajú Elena Ferrante
- 2017: Príbeh stratenej dcéry Elena Ferrante
- 2019: Náhodne úvahy Elena Ferrante
- 2019: Prvá pravda Simona Vinci
- 2020: Encyklopédia ženy Valeria Parrella
- 2021: Zlomená žena Simone de Beauvoir
- 2021: Zbohom, smútok Olivia de Lamberterie
- 2022: Klamársky život dospelých Elena Ferrante
- 2022: Priateľstvo Silvia Avallone
- 2022: Voda v jazere nikdy nie je sladká Giulia Caminito
- 2022: Pomsta mi patrí Marie Ndiaye
- 2023: Za okrajmi Elena Ferrante
- 2024: Nič pravdivé Veronica Raimo
- 2024: Čierne srdce Silvia Avallone

## Wybrane dzieła
- 2009: Prvá smrť v rodine
- 2010: Bellevue [7]
- 2013: Toxo
- 2018: Matky a kamionisti
- 2021: Pod slnkom Turína [8]
- 2024: A čo sa vám stalo?

## Nagrody i wyróżnienia
- Pierwsze miejsc w konkursie literackim Jašíkove Kysuce 2007[9]
- Pierwsze miejsc w konkursie literackim Poviedka 2008 za opowiadanie Žit s Petrom[10]
- Nagroda im. Jána Johanidesa 2009[10]
- Nagroda Literacka Unii Europejskiej 2019 za Matky a kamionisti [3]